# Korake ti znam
Korake ti znam (dal bosniaco: Conosco i tuoi passi) è un singolo della cantautrice bosniaca Maya Sar pubblicato il 15 marzo 2012 senza etichetta e poi compreso nel primo album della cantante, Krive riječi, pubblicato nel 2013.
Il brano è stato scritto e composto dalla stessa cantante.
Dopo esser stato selezionato dall'emittente bosniaca BHRT per rappresentare la Bosnia ed Erzegovina all'Eurovision Song Contest 2012 si è classificato al 18º posto nella finale dell'evento con 55 punti.

## Tracce
CD
1. Korake ti znam – 3:01
2. The Steps I Know (versione in inglese) – 3:01
3. I passi che fai (versione in italiano) – 3:01
4. Korake ti znam (versione strumentale) – 3:01